# Nazario Pardini
Nazario Pardini (n. 25 februarie 1937, Arena Metato, San Giuliano Terme, Toscana, Italia) este un eseist, poet și critic literar italian.

## Biografie
Născut în Arena Metato în 1937, a absolvit Literatura italiană și apoi Filosofia la Universitatea din Pisa.
Pardini este respectat în cercurile literare italiene atât pentru producția sa creativă, cât și pentru contribuțiile sale critice la poezia și literatura contemporană. Este autorul a treizeci de cărți și este un expert în literatura italiană.

## Scrieri
Pardini a publicat peste 30 de cărți, inclusiv poezie și eseuri literare. Printre acestea:
- 2000: Si aggirava nei boschi una fanciulla. 45 momenti di un viaggio fantastico, ma poco inverosimile, tra i predicatori dell'Occidente, eidicions ETS
- 2002: Le simulazioni dell'azzurro - Poesie 1997-2001, eidicions ETS
- 2010: Canti damore, Booksprint Edizioni
- 2011: Riccardo, racconti brevi, Booksprint Edizioni
- 2013: Dicotomie, eidicions The Writer
- 2015: I canti dell'assenza, eidicions The Writer
- 2017: Di mare e di vita, eidicions Macabor[2]
- 2021: I dintorni della solitudine, Guido Miano Editore

## Premii
- Premio Micheloni, Sirio Guerrieri in La Spezia
- Premio CinqueTerre din Portovenere[3]
- Premio Portus Lunae din La Spezia
- Premio Città di Pontremoli din Pontremoli
- Premio Le Regioni din Pisa
- 1° Premio Ponte Vecchio, alla carriera, din Florența, 2014/2015
- Apollinari Diplome awarded from Facoltà di Scienze della Comunicazione Sociale of Salesian Pontifical University[4]
- Premio Le Muse din Florența
- Premio Mario Tobino din Vezzano Ligure[5]